# Swinging the Jugg
Swinging the Jugg è un album di Gene Ammons, pubblicato dalla Roots Records nel 1976. I brani furono registrati nel 1962 circa o secondo altre fonti nel 1970.

## Tracce
Lato A
1. Swinging the Jugg – 4:15 (Vivian Carter)
2. Round Midnight – 5:42 (Bernie Hanighen, Cootie Williams, Thelonious Monk)
3. Look of Love – 5:21 (Burt Bacharach, Hal David)

Lato B
1. Lover Man – 5:42 (Jimmy Davis, Jimmy Sherman, Roger Ram Ramirez)
2. Just the Blues – 4:35 (Vivian Carter)
3. Confessing the Blues – 6:32 (Jay McShann, Walter Brown)

## Musicisti
- Gene Ammons - sassofono tenore
- Harold Mabern - pianoforte
- Harold Land Jr. - pianoforte
- Bob Pierce - organo
- George Freeman - chitarra
- Johnny Williams - basso
- Ron Carter - basso
- Bob Guthrie - batteria
- Idris Muhammad - batteria
- Paul Humphrey - batteria